# APG-systemen
De APG-systemen voor classificatie van de bedektzadige planten zijn door de Angiosperm Phylogeny Group (APG) gepubliceerd. Het APG I-systeem van 1998 is in 2003 opgevolgd door APG II, in 2009 door APG III. In 2016 is het meest recente APG IV gepubliceerd; waarbij het eerste APG-systeem (uit 1998) is hernoemd tot APG I. 
Deze APG-systemen waren ongebruikelijk, omdat ze niet voornamelijk gebaseerd zijn op morfologische en anatomische gegevens, maar op de cladistische analyse van een deel van het erfelijk materiaal. Ook waren ze ongebruikelijk omdat ze het gemeenschappelijk oordeel presenteren van een grote groep specialisten.

## Vergelijking met andere systemen
Het systeem is gebaseerd op een cladistische analyse uitgaande van de volgorde van de nucleotiden van drie genen in de celkern, van twee genen in chloroplasten en van één gen dat codeert voor ribosomen. 
Hoewel de APG-systemen alleen gebruik maken van moleculaire informatie, bleek dat de zo gevonden indeling ook ondersteund worden door andere gegevens. Zo steunt de morfologie van het stuifmeel de splitsing tussen de 'eudicots' en de rest van de voormalige tweezaadlobbigen.
De APG-systemen waren tamelijk controversieel in de beslissingen die door de Angiosperm Phylogeny Group op het niveau van de families gemaakt zijn: een aantal sinds lang bekende families werd opgedeeld en andere families werden verenigd tot grotere families. Het was ook ongebruikelijk omdat het geen formele botanische namen gebruikt boven de rang van orde – met andere woorden, de orde is voorlopig de hoogste rang die in dit systeem een formele botanische naam krijgt. Hogere groepen werden enkel aangeduid als clades, met van het Engels afgeleide namen als 'monocots', 'eudicots', 'rosids' en 'asterids'.

## Indeling volgens het APG IV-systeem

### Vereenvoudigd schema
In het vereenvoudigde systeem worden de clades en de ordes in samenhang weergegeven. Daarnaast worden enkele ter vereenvoudiging van het overzicht opgevoerde basale polyfyletische groepen niet verder uitgesplitst, bijvoorbeeld de basale 'angiosperms' of ANA-groep die bestaat uit de ordes Amborellales, Nymphaeales en Austrobaileyales. 
De hoofdgroepen in het systeem (met grades (groepen) en clades zonder rang) zijn:
| - 'angiosperms', bedektzadigen, Angiospermae - basale 'angiosperms' - - 'magnoliids', magnoliiden (Magnoliopsida) - Chloranthales - - 'monocots' (Monocotyledoneae) - 'eudicots' (Asteropsida) (Dicotyledoneae) - basale 'eudicots' - 'core eudicots' ('nieuwe' tweezaadlobbigen) - 'superrosids' - basale 'superrosids' - 'rosids' (rosiden) - basale 'rosids' - - 'fabids' (fabiden) - 'malvids' (malviden) - 'superasterids' - basale 'superasterids' - 'asterids' (asteriden) - basale 'asterids' - - 'lamiids' (lamiiden) - 'campanulids' (campanuliden) |
| polyfyletische groep |

### Indeling volgens het APG IV-systeem
In meer detail tot op het niveau van ordes met vermelding van de families: 
| APG IV (2016) Fylogenetische stamboom van bedektzadigen |
| --- |
| - 'angiosperms', bedektzadigen, Angiospermae - Amborellales - - Nymphaeales - - Austrobaileyales - 'mesangiosperms' - 'magnoliids', magnoliiden, Magnoliopsida - - Magnoliales - Laurales - - Piperales - Canellales - Chloranthales - - 'monocots' (Monocotyledoneae) - Acorales - - Alismatales - - Petrosaviales - - - Dioscoreales - Pandanales - - Liliales - - Asparagales - 'commelinids', commeliniden - Arecales - - Poales - - Commelinales - Zingiberales - Dicotyledonae, tweezaadlobbigen - Ceratophyllales - 'eudicots', Asteropsida, 'nieuwe' tweezaadlobbigen - - Ranunculales - - Proteales - - Trochodendrales - - Buxales - - Gunnerales - 'core eudicots' Pentapetalae - 'superrosids' - Saxifragales - 'rosids', rosiden - Vitales - - 'fabids', fabiden, 'eurosids I' - Zygophyllales - - "COM" - - Celastrales - - Oxalidales - Malpighiales - - Fabales - - Rosales - - Fagales - Cucurbitales - 'malvids', malviden, 'eurosids II' - "COM":Celastrales, Oxalidales & Malpighiales - - - Geraniales - Myrtales - - Crossosomatales - - Picramniales - - Sapindales - - Huerteales - - Brassicales - Malvales - Dilleniales - 'superasterids' - - Berberidopsidales - - Santalales - - Caryophyllales - 'asterids', asteriden - Cornales - - Ericales - - 'lamiids', lamiiden, 'euasterids I' - - Icacinales - - Metteniusales - - Garryales - - Vahliales - Solanales - Gentianales - Boraginales - Lamiales - 'campanulids', campanuliden, 'euasterids II' - - Aquifoliales - - Asterales - Escalloniales - - Bruniales - - Apiales - - Dipsacales - Paracryphiales |
| → benoemde clades zijn omlijnd ← |

## Eerdere APG-systemen

### APG I-systeem
Het APG I-systeem is een fylogenetische classificatie van bedektzadigen (hier 'angiosperms'), dat als eerste is gepubliceerd door de Angiosperm Phylogeny Group. De publicatie vond in 1998 plaats door middel van consensus in een groep van gespecialiseerde taxonomen.
| APG I (1998) Fylogenetische stamboom van bedektzadigen |
| --- |
| - clade 'angiosperms' - orde Ceratophyllales - orde Laurales - orde Magnoliales - orde Piperales - clade 'monocots' - orde Acorales - - orde Alismatales - - orde Asparagales - orde Dioscoreales - orde Liliales - orde Pandanales - clade 'commelinoids' - orde Arecales - - orde Poales - - orde Commelinales - orde Zingiberales - clade 'eudicots' - orde Ranunculales - - orde Proteales - clade 'core eudicots' - orde Caryophyllales - orde Santalales - orde Saxifragales - clade 'rosids' - orde Geraniales - clade 'eurosids I' - orde Malpighiales - orde Oxalidales - - orde Fabales - - orde Rosales - - orde Cucurbitales - orde Fagales - clade 'eurosids II' - orde Myrtales - - orde Brassicales - - orde Malvales - orde Sapindales - clade 'asterids' - orde Cornales - orde Ericales - - clade 'euasterids I' - orde Garryales - - orde Gentianales - orde Lamiales - orde Solanales - clade 'euasterids II' - orde Aquifoliales - - orde Apiales - orde Asterales - orde Dipsacales - "+ ..." = optioneel, naar wens af te scheiden van de voornoemde familie. |

### APG II-systeem
Het APG II-systeem is een door de Angiosperm Phylogeny Group in 2003 gepubliceerd. Het is gepubliceerd door de Angiosperm Phylogeny Group, als de opvolger van het APG I-systeem uit 1998. Evenals het APG I-systeem beperkt het APG II-systeem zich tot de bedektzadigen ('angiosperms').
| APG II (2003) Fylogenetische stamboom van bedektzadigen |
| --- |
| - 'angiosperms', bedektzadigen, Angiospermae - Amborellaceae - - Nymphaeaceae - - Austrobaileyales - - - 'magnoliids' (magnoliiden) - - Magnoliales - Laurales - - Piperales - Canellales - Chloranthaceae - 'monocots', Monocotyledoneae, eenzaadlobbigen - Petrosaviaceae - Acorales - - Alismatales - - Asparagales - Dioscoreales - Liliales - Pandanales - 'commelinids' (commeliniden) - Dasypogonaceae - Arecales - Poales - - Commelinales - Zingiberales - - Ceratophyllales - 'eudicots', 'nieuwe' tweezaadlobbigen - Ranunculales - - Sabiaceae - Proteales - - Trochodendraceae - Buxaceae - 'core eudicots' - Gunnerales - - - Aextoxicaceae - Berberidopsidaceae - - Saxifragales - 'rosids' - Aphloiaceae - Geissolomataceae - Ixerbaceae - Picramniaceae - Strasburgeriaceae - Vitaceae - 'eurosids I' (fabiden) - Zygophyllaceae [+ Krameriaceae] - Huaceae - - Celastrales - Oxalidales - Malpighiales - - Fabales - Rosales - - Cucurbitales - Fagales - Crossosomatales - Geraniales - Myrtales - 'eurosids II' (malviden) - Tapisciaceae - Brassicales - - Malvales - Sapindales - Santalales - - Dilleniaceae - Caryophyllales - 'asterids' - Cornales - - Ericales - - 'euasterids I' (lamiiden) - Boraginaceae - Icacinaceae - Oncothecaceae - Vahliaceae - Garryales - - Gentianales - Lamiales - Solanales - 'euasterids II' (campanuliden) - Bruniaceae - Columelliaceae [+ Desfontainiaceae] - Eremosynaceae - Escalloniaceae - Paracryphiaceae - Polyosmaceae - Sphenostemonaceae - Tribelaceae - Aquifoliales - - Apiales - Asterales - Dipsacales |

### APG III-systeem
Ook het APG III-systeem is een systeem in de plantentaxonomie voor de bedektzadigen. Het is de opvolger van het APG II-systeem. Het APG III-systeem is door de Angiosperm Phylogeny Group (APG) gepubliceerd 2009, 6½ jaar na de publicatie van het APG II-systeem.
| APG III (2009) Fylogenetische stamboom van bedektzadigen |
| --- |
| - 'angiosperms', bedektzadigen, Angiospermae - Amborellales - - Nymphaeales - - Austrobaileyales - - - 'magnoliids', magnoliiden, Magnoliopsida - - Magnoliales - Laurales - - Piperales - Canellales - Chloranthales - - 'monocots', Monocotyledoneae, eenzaadlobbigen - Acorales - - Alismatales - - Petrosaviales - - - Dioscoreales - Pandanales - - Liliales{ - - Asparagales - 'commelinids', commeliniden - Dasypogonaceae - Arecales - Poales - - Commelinales - Zingiberales - - Ceratophyllales - 'eudicots', (nieuwe) tweezaadlobbigen - Ranunculales - - Sabiaceae - Proteales{ - - Trochodendrales - Buxales - 'core eudicots' - Gunnerales - - - Saxifragales - 'rosids', rosiden - Vitales - - 'fabids' (fabiden) - Zygophyllales - - - Celastrales - - Oxalidales - Malpighiales - - Fabales - - Rosales - - Fagales - Cucurbitales - 'malvids' (malviden) - - Geraniales - Myrtales - - Crossosomatales - - Picramniales - - Sapindales - - Huerteales - - Brassicales (Capparales) - Malvales - Dilleniaceae - - Berberidopsidales - - Santalales - - Caryophyllales - 'asterids' (asteriden) - Cornales - - Ericales - - 'lamiids' (lamiiden) - Garryales - - Gentianales - - Lamiales - Solanales - Boraginaceae - 'campanulids' ( campanuliden) - Aquifoliales - - Escalloniales - Asterales - - Bruniales - - Apiales - - Dipsacales - Paracryphiales |